# Tekao
Il Tekao è il monte più alto dell'isola di Nuku Hiva nelle Isole Marchesi nella Polinesia francese. Raggiunge la quota di 1 185 m e risulta essere la parte emersa di una delle tre caldere nidificate di un vulcano a scudo. La proiezione della caldera principale è diretta verso sud, dove sorge la baia di Taiohae.